# Javanisches Patschuli
Das Javanische Patschuli (Pogostemon heyneanus) ist eine Pflanzenart aus der Gattung Pogostemon in der Familie der Lippenblütler (Lamiaceae). Die in Südasien heimische Art ist ein bedeutender Rohstoff für die Gewinnung von Patschuli-Öl.

## Beschreibung
Das Javanische Patschuli ist ein schwach verholzender Halbstrauch, mit einem festen, kantigen Stängel, besetzt mit vierzelligen, rund 500 Mikrometer langen Haaren. Seine eiförmigen Laubblätter sind bis zu 8,5 Zentimeter lang und 4,5 Zentimeter breit, mit keilförmigem Blattgrund und am äußersten Ende spitz zulaufend sowie doppelt gezähntem Blattrand, die Haare sind vierzellig und rund 460 Mikrometer lang. Der rund 32 Millimeter lange Blattstiel ist mit vierzelligen, rund 350 Mikrometer langen Haaren besetzt.
Der Blütenstand ist eine endständige und rund 70 Millimeter lange Ähre mit mehr als zwei zusätzlichen seitlichen Ähren, unterhalb in lockerer, oberhalb in dichter Anordnung und mit vierzelligen, rund 350 Mikrometern langen Haaren besetzt. Die 3 bis 5 Millimeter langen und 0,8 bis 3 Millimeter breiten Tragblätter sind eiförmig bis lanzettlich und ganzrandig oder unscheinbar gezähnt.
Der röhrenförmige, fünfnervige Kelch ist rund 4,3 Millimeter lang und 3,1 Millimeter breit, die Außenseite und der obere Teil der Innenseite der Röhre sind behaart. Die Kelchzähne sind bewimpert, rund 1,2 bis 1,4 Millimeter lang und am Ansatz 0,4 bis 0,6 Millimeter breit. Die äußeren Haare sind dreizellig und rund 312 Mikrometer lang. Die Krone ist bis zu 4,8 Millimeter lang, die Unterlippe ist rund 1,6 Millimeter lang und 0,9 Millimeter breit, die Oberlippe hat einen Durchmesser von rund 1,5 Millimeter, der behaarte Mittellappen ist 0,9 Millimeter lang und 0,3 Millimeter breit. Die zum Ansatz hin unbehaarten, 3,7 bis 4,3 Millimeter langen Staubfäden setzen rund 1,7 Millimeter tief in der Kronröhre an und ragen rund 1,2 Millimeter über die Blüte hinaus. Der Griffel ist rund 5,6 Millimeter lang, die Narbenlappen messen 0,6 bis 0,7 Millimeter, der Diskus ist rund 0,7 Millimeter lang.
Die je vier Nüsschen sind 500 Mikrometer lang und 400 Mikrometer breit und rund, ihre Oberfläche netzförmig und gepunktet.
Die Chromosomenzahl beträgt 2n = 32, 60 oder 64.

## Verbreitung
Das Javanische Patschuli stammt aus dem südlichen Asien, sein Verbreitungsgebiet reicht von Indien und Sri Lanka bis Indonesien (Sumatra und Java). Auf den Seychellen ist sie vermutlich eingebürgert, dort findet sie sich beispielsweise entlang von Pfaden im Dschungel.

## Systematik und botanische Geschichte
Die Art wurde 1821 von Albrecht Wilhelm Roth als Origanum indicum erstbeschrieben, George Bentham stellte sie dann 1830 zur Gattung Pogostemon. Sie wird zur Untergattung Pogostemon gezählt, dort gilt sie als basalste Art einer Klade um die Typusart Pogostemon plectranthoides.

## Verwendung
Die Art ist neben dem Indischen Patschuli eine der wichtigsten Quellen für Patschuliöl. Die wichtigsten Inhaltsstoffe sind flüchtige Terpenoide. In der indischen Volksmedizin wird Patschouli gegen Magen- und Hautbeschwerden sowie Gallenkrankheiten verwendet, in Malaysia gegen Husten und Asthma.